# 布萊克里弗克羅辛 (亞利桑那州)
布萊克里弗克羅辛（英語：Black Creek Crossing）是位於美國亞利桑那州希拉縣的一個非建制地區。該地的面積和人口皆未知。

## 地理
布萊克里弗克羅辛的座標為33°42′46″N 110°12′42″W / 33.71278°N 110.21167°W，而該地的平均海拔高度為1314米（即4311英尺）。